# ピトフ
ピトフ（Pitof , 1957年 - ）は、フランス・パリ出身の映画監督・脚本家・特撮監督である。本名はJean-Christophe Comar。子供の頃のあだ名が縮まって"ピトフ"になったという。

## 来歴
CFの編集助手として映像の世界に入り、助監督や編集者として働いた。1986年に独立してからは特撮監督として活躍し、『デリカテッセン』、『他人のそら似』、『エイリアン4』、『ジャンヌ・ダルク』などを手がけている。2001年に『ヴィドック』で映画監督としてデビュー。

## 主な監督作品
- ヴィドック Vidocq  (2001)
- キャットウーマン Catwoman  (2004)
- ドラゴン・スレイヤー 炎の竜と氷の竜Fire and Ice: The Dragon Chronicles(2008)